# Parafia św. Ojca Pio w Tychach
Parafia św. Ojca Pio – rzymskokatolicka parafia znajdująca się w Tychach, w dzielnicy Mąkołowiec. Parafia należy do dekanatu Tychy Stare w archidiecezji katowickiej.
Parafia istnieje od 25 marca 2012 r.